# Мішка-артист
«Мішка-артист» — радянський телефільм 1976 року, знятий режисером Хабібом Файзієвим на кіностудії «Узбекфільм».

## Сюжет
Зафар та його сестра Юлдус живуть без матері, і виховуються бабусею, бо їхній батько – льотчик і постійно у відрядженнях. З одного відрядження батько привозить Зафару у подарунок ведмежа. Зафар починає дресувати ведмежа, мріючи зробити з нього циркового артиста, і запускає навчання, тому батько змушує хлопчика віддати ведмежа в цирк.

## У ролях
- Баходир Закіров — Зафар Рахімов (озвучила М. Виноградова)
- Улугбек Джамалов — Акмаль
- Ігор Теппер — Радік
- Надира Садикова — Юлнуз
- Туфа Фазілова — бабуся Зафара
- Туган Режаметов — батько Зафара
- Аїда Юнусова — Аїда Муратівна, вчителька
- Рустам Касєєв — дресирувальник
- Неллі Касєєва — дресирувальниця
- Ігор Зятіков — роль другого плану
- Олег Зятіков — роль другого плану
- Рашит Шоахметов — роль другого плану
- Алішер Курманов — роль другого плану
- Ілхом Саїдов — роль другого плану
- Мурат Халілов — роль другого плану
- Набі Рахімов — Хакім Насімович, дідусь Акмаля
- Лола Бадалова — мама Акмаля
- Євген Сегеді — директор школи
- Рустам Сагдуллаєв — таксист
- Ю. Карелін — роль другого плану

## Знімальна група
- Режисер — Хабіб Файзієв
- Сценарист — Володимир Немоляєв
- Оператор — Вадим Бахтєєв
- Композитор — Енмарк Саліхов
- Художник — Бахтійор Назаров